# Aaron Eckhart
Aaron Edward Eckhart (* 12. března 1968, Cupertino, Kalifornie, USA) je americký herec.
Pochází z Kalifornie z rodiny manažera a spisovatelky. Od mládí cestuje, neboť jeho rodina se často přemísťovala takže část svého života strávil ve Velké Británii a v Austrálii. Střední školu opustil předčasně a nějakou dobu nevěděl čím se bude v živit. Nakonec zahájil své vysokoškolské studium filmu na univerzitě v Brigham Young v Utahu. Po absolutoriu školy se po nějaký čas neúspěšně pokoušel jako herec uchytit v New Yorku, což se mu příliš nedařilo. Proto raději přesídlil do své rodné Kalifornie a začal hrát drobné a epizodní role v amerických televizních seriálech. První větší a významnější role se dostavila v roce 1997 ve snímku Mezi námi muži. Následovaly další snímky, např. Sestřička Betty s Renée Zellweger nebo Erin Brockovich s Julií Roberts, kde se musel naučit jezdit na motorkách značky Harley-Davidson. Známá je i jeho role ve filmu Temný rytíř.

## Filmografie
| Rok  | Název                        | Role                        | Poznámky |
| ---- | ---------------------------- | --------------------------- | -------- |
| 1992 | Double Jeopardy              | Dwayne                      |          |
| 1994 | Archa neviňátek              | Ken Reynolds                |          |
| 1997 | Mezi námi muži               | Chad                        |          |
| 1998 | Černý čtvrtek                | Nick                        |          |
| 1998 | Tví přátelé a sousedé        | Barry                       |          |
| 1999 | Molly                        | Buck McKay                  |          |
| 1999 | Vítězové a poražení          | Nick Crozier                |          |
| 2000 | Erin Brockovich              | George                      |          |
| 2000 | Sestřička Betty              | Del Sizemore                |          |
| 2000 | Tumble                       | muž                         |          |
| 2001 | Přísaha                      | Stan Królak                 |          |
| 2002 | Posedlost                    | Roland Michell              |          |
| 2003 | Jádro                        | Dr. Josh Keyes              |          |
| 2003 | Výplata                      | James Rethrick              |          |
| 2003 | Zatracené                    | Brake Baldwin               |          |
| 2004 | Podezření nula               | Thomas Mackelway            |          |
| 2005 | Děkujeme, že kouříte         | Nick Naylor                 |          |
| 2005 | Mezi mužem a ženou           | Muž                         |          |
| 2005 | Tam, kde jsem nikdy nebyl    | Zach Riley                  |          |
| 2006 | Černá Dahlia                 | Sgt. Lee Blanchard          |          |
| 2007 | Bill                         | Bill                        |          |
| 2007 | Důvěrnosti                   | Pan Vuoso                   |          |
| 2007 | Koření života                | Nick Palmer                 |          |
| 2008 | Temný rytíř                  | Harvey Dent                 |          |
| 2009 | Láska na druhý pohled        | Dr. Burke Ryan              |          |
| 2010 | Králičí nora                 | Howie Corbett               |          |
| 2011 | Světová invaze               | Námořní seržant             |          |
| 2011 | Rumový deník                 | Hal Sanderson               |          |
| 2012 | Temný rytíř povstal          | Harvey Dent                 |          |
| 2012 | Agent na útěku               | Ben Logan                   |          |
| 2013 | Pád Bílého domu              | Benjamin Asher              |          |
| 2014 | Já, Frankenstein             | Adam Frankenstein           |          |
| 2015 | My All American              | Darrell Royal               |          |
| 2016 | Sully: Zázrak na řece Hudson | první důstojník Jeff Skiles |          |
| 2016 | Inkarnace                    | Dr. Seth Ember              |          |
| 2016 | Pád Londýna                  | Benjamin Asher              |          |
| 2016 | Krev šampiona                | Kevin Rooney                |          |
| 2019 | Bitva u Midway               | Jimmy Doolittle             |          |
| 2019 | Live!                        | Frank Penny                 |          |
| 2019 | Wander                       | Arthur Bretnik              |          |

### Televize
| Rok  | Název                | Role   | Poznámky               |
| ---- | -------------------- | ------ | ---------------------- |
| 1992 | Double Jeopardy      | Dwayne | TV film                |
| 1996 | Aliens in the Family |        | díl: „Meet the Brodys“ |
| 2004 | Frasier              | Frank  | 2 díly                 |
| 2018 | The Romanoffs        | Greg   | díl: „The Violet Hour“ |